# Jens Prytz
Jens Christoffer Pryts, född 12 december 1981 i Säters församling i Skaraborgs län, död 26 februari 2025 i Skövde, var en svensk radiosportjournalist.
Prytz började arbeta på Sveriges Radio 1999. Han var reporter på Radiosporten och även ansvarig sportansvarig på P4 Skaraborg. Han kommenterade bland annat matcher i fotbollsallsvenskan, elitserien i bandy och SHL. Han rapporterade även från fotbolls-VM i Qatar 2022, skidskytte-VM i Nove Mesto 2024 och från vinter-OS i Peking 2022. Prytz bevakade herrlandslaget i fotboll och var bland annat på plats i Bryssel i samband med terrorattentatet mot svenska fotbollssupportrar 2023.
Prytz hade sin bas i Skövde.